# Sarà vero?
Sarà vero? è stato un programma televisivo italiano a quiz, con la conduzione di Alberto Castagna e trasmesso su Canale 5 nella stagione 1993-1994 nella fascia del primo pomeriggio, a partire dal 27 settembre.
Si tratta del debutto assoluto su Canale 5 di Alberto Castagna, che lascia Rai 2 dopo un periodo di grande popolarità ottenuto negli anni precedenti. Castagna è anche ideatore del format insieme a Paolo Taggi e autore, sempre insieme a Taggi e a Pasquale Romano. Gli accompagnamenti musicali sono curati da Natalio Luis Mangalavite.
Il titolo del programma è ispirato alla canzone di grande successo dello Zecchino d'Oro del 1969.

## La trasmissione
I concorrenti devono indovinare se le storie presentate in trasmissione, tutte sopra le righe ma mai tristi, ed esposte da alcuni personaggi ospiti in studio fossero vere o false. In seguito la formula sarà modificata: le storie raccontate saranno tutte vere, ma occorrerà indicare quale fosse il reale finale fra i tre che verranno proposti.
I due concorrenti si contendono la possibilità di scegliere quale dei narratori deve raccontare la sua storia con un gioco preliminare, che prevede la risposta con il semplice meccanismo del vero o falso ad alcune domande di cronaca.
La trasmissione prevede nel cast, oltre al conduttore, anche la valletta Francesca Barberini e un gruppo di "loggionisti", che disturbano Castagna durante le puntate con battute e provocazioni.

### Collocazione in palinsesto
La trasmissione va in onda in diretta dallo studio 2 del Centro Safa Palatino di Roma dal lunedì al venerdì alle ore 13:45, fascia oraria appartenuta fino all'anno precedente a Forum, che per lasciare spazio al quiz deve retrocedere a mezzogiorno; questo suscita le polemiche da parte della conduttrice Rita dalla Chiesa.
La trasmissione si scontra, per gran parte della stagione, direttamente con Beautiful, la soap opera in onda su Rai 2. A partire da metà aprile 1994 la soap opera viene acquistata da Canale 5, che la colloca al medesimo orario facendo slittare di venti minuti l'orario di partenza del quiz.

### Spin-off
A metà stagione il programma genera uno spin off di pochi minuti in onda alle 13.40 dal titolo Lasciate un messaggio, nel quale i messaggi lasciati nella segreteria telefonica dai telespettatori danno lo spunto ad Alberto Castagna di approfondire alcune tematiche di costume ed attualità.

### Accoglienza
Il programma non ottiene il successo sperato, risultando uno dei flop televisivi dell'anno; per questo motivo, nella stagione successiva sarà sostituito da Complotto di famiglia, condotto sempre da Alberto Castagna.